# Psycho-Chor der Friedrich-Schiller-Universität Jena
Der Psycho-Chor der FSU Jena ist als Hochschulchor ein modernes A-Capella-Ensemble, das überwiegend aus Studierenden der Friedrich-Schiller-Universität Jena besteht. Die Bandbreite des Repertoires reicht von Popsongs von U2 oder Alice Merton über Rockmusik von Nirvana bis Punk von Die Toten Hosen. Außerdem sind geistliche Lieder im Repertoire. Gegründet wurde der Chor 2011 von Maximilian Lörzer, der ihn bis zum heutigen Tag leitet. Auf der Videoplattform YouTube erreichten die Beiträge des Psycho-Chors bis Ende 2021 über zehn Millionen Aufrufe.

## Geschichte
Im Sommersemester 2011 rief der Musikstudent Maximilian Lörzer ein Frauenensemble von circa 30 Sängerinnen am Institut für Psychologie der Friedrich-Schiller-Universität Jena ins Leben. Der Name „Psycho-Chor“ leitet sich von der Gründung am psychologischen Institut ab und war zunächst als Projektname gedacht. Nach den ersten Konzertreihen etablierte sich der Name und wurde zum festen Namen des Ensembles bestimmt. Nach einem Semester öffnete sich der Chor für männliche Studierende und entwickelte sich zu einem gemischten Ensemble mit fast 80 Mitgliedern. Seit Oktober 2011 wird der Chor in der Chorarbeit von Studierenden der Hochschule für Musik Franz Liszt Weimar und/oder der Friedrich-Schiller-Universität Jena unterstützt. Das Chorleitungsteam besteht aus dem Leiter Maximilian Lörzer, einem Stimmbildner sowie einer Chorleitungsassistenz. Neben der musikalischen Leitung wird die Arbeit im Chor durch einen Vorstand unterstützt. Der Chor bietet den Mitgliedern Möglichkeiten zur Mitgestaltung der Chorarbeit, indem sie sich z. B. im Chorvorstand, als Stimmgruppenleiter oder im Marketing des Chores einbringen können. Im Juni 2012 gründete der Chor den gemeinnützigen Verein Psycho-Chor der FSU Jena e.V. der der rechtliche Träger des Chores ist.
2015 produzierte der Psycho-Chor Jena seine erste eigene CD takt|los! die durch Crowdfunding finanziert wurde. Die zweite CD klangvoll wurde im Januar 2019 aufgenommen. 2020 erschien die 3. CD des Chores, eine Doppel-CD mit Live-Aufnahmen der davorliegenden Jahre.
Im Sommersemester 2018 wurde das Kammer-Ensemble des Psycho-Chores gegründet. In wechselnder Besetzung tritt dieses bei öffentlichen und privaten Konzerten auf.

## Konzertreihen
Jedes Semester studiert der Psycho-Chor ein neues Programm ein, welches am Ende des Semesters in verschiedenen Konzerten in und um Jena präsentiert wird.
Neben diesen Semesterabschlusskonzerten kooperiert der Chor regelmäßig mit anderen Künstlern. Zusammenarbeiten fanden mit dem Bolongaro-Sextett (Frankfurt a. M.), den Soundbites (Darmstadt), dem Vokalensemble zimmmt! (Berlin), Kathy Kelly, dem Freien Orchester Jena, den Octavians (Jena) und dem Poetry Slammer Friedrich Herrmann (Jena) statt. Zur Nachwuchsförderung gestaltet der Psycho-Chor regelmäßig Konzerte mit Thüringer Schulchören und gibt einmal im Semester ein Kinderkonzert.
Seit 2019 gibt der Chor ein- bis zweimal im Jahr Doppelkonzerte mit deutschen Ensembles, die nach Jena eingeladen werden. Innerhalb dieser Reihe trat und tritt der Psycho-Chor z. B. mit dem Detmolder Hochschulchor Pop-Up, ONAIR (Band), Basta (Band), Hartmuth und die Hitmaschine oder Maybebop auf.
Der Psycho-Chor ist gemeinsam mit Hochschulchören aus Amiens (Frankreich) und Kraków (Polen) Teil des trilateralen Projekts Weimarer Dreieck. Im Zuge des Projekts war der Chor 2016 Gastgeber für ein gemeinschaftliches Konzert unter der Leitung von Maximilian Lörzer. Gemeinsam mit den Gastchören, sowie dem Kinderchor Schola Cantorum Weimar, Band und Solisten in Weimar wurde das Werk des pikardischen Komponisten Rodolphe Pierrepont zur Aufführung gebracht. Im Oktober 2017 folgte der Gegenbesuch in Amiens.
Im März 2018 war der Psycho-Chor Teil des internationalen Projekts Total Vocal des Distinguished Concerts International New York (DCINY) in New York. Unter der Leitung des Acapella-Arrangeurs Deke Sharon trat der Psycho-Chor mit Chören aus Indien, Mexiko, Amerika und dem Vereinigten Königreich im Lincoln Center vor 2800 Zuschauern auf. Während dieser Reise sang der Chor durch Vermittlung des Deutschen Generalkonsuls in New York auch im Hauptquartier der Vereinten Nationen in New York vor Abgeordneten des UN-Parlaments.

## Repertoire
Der Psycho-Chor singt bis auf projektbezogene Ausnahmen ausschließlich A-cappella-Literatur. Das Repertoire bedient eine breite Stilistik innerhalb der modernen a cappella Soundlandschaft und knüpft sowohl an moderne A-cappella-Bands wie WiseGuys, Maybebop, Basta und ONAIR an, bedient sich aber auch in der Rock- und Popmusik sowie geistlicher Lieder. Dabei kommen auch immer wieder eigene Arrangements von Chorleiter und Mitgliedern des Chores zur Aufführung.

## Diskographie
- 2015: Takt|los! (Eigenproduktion)
- 2019: Klangvoll (Rondeau Production)
- 2020: ungeschminkt (Eigenproduktion)
- 2022: Quarantöne (Eigenproduktion)

## Auszeichnungen
- 2018: Thüringer des Monats des MDR für Maximilian Lörzer[14][15]
- 2018: Walter-Dexel-Stipendium der Stadt Jena und der Stadtwerke Energie Jena-Pößneck für Maximilian Lörzer[16][17][18][19][20]
- 2019: Gewinn des Regionalausscheides Daniel-Elster-Wettbewerb in Gotha durch das Psycho-Chor Kammerensemble[21]
- 2023: 2. Preis beim Deutschen Chorwettbewerb (Hannover) in der Kategorie Populäre Chormusik – a cappella[22]

## Kritiken
„Es war ein Konzertabend voll gedanklicher Fülle: Lyrik und Dramatik wurden populär umgesetzt in Swing, Jazz erklang, aber auch besinnliche, ja nachdenkliche Betrachtungen unserer Welt und in der für das Pop-Genre typischen Rhythmik quer durch alle Stimmregister des Chores. Bravo!“ OTZ, 12. September 2019
„Wo Volkschöre über fehlenden Nachwuchs klagen und manche sich sogar auflösen, singt (…) [der] Psycho-Chor offenbar gegen den Trend.“ OTZ, 22. Januar 2014
„Mit ihren klaren frischen Stimmen, einer lebensfrohes Ausstrahlung (…) sowie einer Riesenportion Sympathie bescherten die Studenten den Besuchern ein ganz besonderes Konzert.“ Vogtlandspiegel, 27. Januar 2013